# Badminton-Asienmeisterschaft 2004
Die Badminton-Asienmeisterschaft 2004 fand in Kuala Lumpur, Malaysia, vom 20. bis zum 25. April 2004 statt.

## Austragungsort
- Stadium Badminton Kuala Lumpur

## Medaillengewinner
| Disziplin    | Gold                           | Silber                                  | Bronze                                          |
| ------------ | ------------------------------ | --------------------------------------- | ----------------------------------------------- |
| Herreneinzel | Taufik Hidayat                 | Sony Dwi Kuncoro                        | Shon Seung-mo                                   |
| Herreneinzel | Taufik Hidayat                 | Sony Dwi Kuncoro                        | Park Tae-sang                                   |
| Dameneinzel  | Jun Jae-youn                   | Wang Chen                               | Kanako Yonekura                                 |
| Dameneinzel  | Jun Jae-youn                   | Wang Chen                               | Kaori Mori                                      |
| Herrendoppel | Sigit Budiarto Tri Kusharyanto | Candra Wijaya Halim Haryanto            | Chan Chong Ming Chew Choon Eng                  |
| Herrendoppel | Sigit Budiarto Tri Kusharyanto | Candra Wijaya Halim Haryanto            | Flandy Limpele Eng Hian                         |
| Damendoppel  | Lee Hyo-jung Lee Kyung-won     | Du Jing Yu Yang                         | Wong Pei Tty Chin Eei Hui                       |
| Damendoppel  | Lee Hyo-jung Lee Kyung-won     | Du Jing Yu Yang                         | Saralee Thungthongkam Sathinee Chankrachangwong |
| Mixed        | Kim Dong-moon Ra Kyung-min     | Sudket Prapakamol Saralee Thungthongkam | Nova Widianto Vita Marissa                      |
| Mixed        | Kim Dong-moon Ra Kyung-min     | Sudket Prapakamol Saralee Thungthongkam | Xie Zhongbo Yu Yang                             |

## Resultate

### Herreneinzel
- Pyi Kyaw –  Audrey Bitiev: 15-8 / 15-12
- Zaki Muflihcal Tamimi Rami –  Hesham Abdulrahman Mohamed Alabbasi: 15-4 / 5-15 / 15-7
- Arkady Zauman –  Ebrahim Jafar Al-Sayed Asaad: 15-0 / 15-6
- Alexei Khan –  Mubarak Mohammed: 12-15 / 15-14 / 15-1
- Than Lwin Aung –  Nawras Abdul Wahid: 15-2 / 15-5
- Balaram Thapa –  Zaki Muflihcal Tamimi Rami: 15-6 / 15-4
- Anuar Musafirov –  Jaffer Ebrahim: 15-7 / 15-4
- Pashupati Paneru –  Arkady Zauman: 15-4 / 15-1
- Alisher Zakhidov –  Alexei Khan: 15-3 / 17-16
- Than Lwin Aung –  Maksim Zauman: 15-9 / 15-6
- Bassel Al-Dora –  Pyi Kyaw: 12-15 / 15-13 / 15-3
- Lee Hyun-il –  Balaram Thapa: 15-1 / 15-4
- Wajid Ali Chaudhry –  Trần Thanh Hải: 16-17 / 15-1 / 15-10
- Abhinn Shyam Gupta –  Poompat Sapkulchananart: 15-10 / 5-15 / 15-7
- Muhammad Hafiz Hashim –  U. D. R. P. Kumara: 15-3 / 15-1
- Sony Dwi Kuncoro –  Oleg Savatugin: 15-1 / 15-2
- Kuan Beng Hong –  Chien Yu-hsiu: 15-3 / 15-5
- Chen Jin –  Toru Matsumoto: 15-8 / 15-4
- Lee Yen Hui Kendrick –  Chatchapong Leamkoathong: 15-1 / 15-10
- Chen Yu –  J. B. S. Vidyadhar: 15-8 / 15-6
- Agus Hariyanto –  Mohd Hazwan Jamaluddin: 15-10 / 15-6
- Shoji Sato –  Ramazan Hilou: 15-0 / 15-1
- Park Tae-sang –  Anuar Musafirov: 15-1 / 15-1
- Roslin Hashim –  Than Lwin Aung: 15-1 / 15-0
- Anupap Thiraratsakul –  Chetan Anand: 11-15 / 11-4
- Jang Young-soo –  Andre Kurniawan Tedjono: 15-2 / 15-3
- Nguyễn Quang Minh –  Gerald Ho Hee Teck: 15-9 / 15-10
- Kennevic Asuncion –  Hsieh Yu-hsing: 15-6 / 15-12
- Boonsak Ponsana –  Zhu Weilun: 12-15 / 15-13 / 15-3
- Khrishnan Yogendran –  Ari Yuli Wahyu Hartanto: 10-15 / 15-6 / 15-4
- Ng Wei –  Bassel Al-Dora: 15-2 / 15-8
- Taufik Hidayat –  Pashupati Paneru: 15-2 / 15-4
- Nikhil Kanetkar –  Hidetaka Yamada: 1-15 / 15-5 / 15-11
- Nguyễn Tiến Minh –  Sittichai Viboonsin: 15-7 / 15-2
- Lee Chong Wei –  Qamar Ahsan: 15-0 / 15-1
- Hu Yun –  Sho Sasaki: 15-5 / 15-1
- Park Sung-hwan –  Utsav Mishra: 15-4 / 15-3
- Ronald Susilo –  Mohd Naser Mansour Nayef: 15-0 / 15-0
- Niluka Karunaratne –  Nguyễn Hoàng Hải: 15-4 / 15-6
- Yeoh Kay Bin –  Taufiq Hidayat Akbar: 15-11 / 15-5
- Yohan Hadikusumo Wiratama –  Sarun Vivatpatanakul: 15-2 / 15-4
- Shon Seung-mo –  Alisher Zakhidov: 15-1 / 15-0
- Lwin Aung –  Lee Tsuen Seng: w.o.
- Lee Hyun-il –  Wajid Ali Chaudhry: 15-1 / 15-1
- Muhammad Hafiz Hashim –  Abhinn Shyam Gupta: 15-1 / 15-2
- Sony Dwi Kuncoro –  Kuan Beng Hong: 15-9 / 15-4
- Chen Jin –  Lee Yen Hui Kendrick: 15-10 / 15-3
- Chen Yu –  Agus Hariyanto: 15-12 / 4-15 / 17-14
- Park Tae-sang –  Shoji Sato: 15-10 / 13-15 / 15-7
- Roslin Hashim –  Anupap Thiraratsakul: 15-4 / 15-4
- Jang Young-soo –  Nguyễn Quang Minh: 15-7 / 15-1
- Boonsak Ponsana –  Kennevic Asuncion: 15-2 / 15-1
- Ng Wei –  Khrishnan Yogendran: 15-5 / 15-7
- Taufik Hidayat –  Nikhil Kanetkar: 17-15 / 15-7
- Lee Chong Wei –  Nguyễn Tiến Minh: 15-6 / 15-10
- Hu Yun –  Park Sung-hwan: 6-15 / 15-8 / 15-8
- Ronald Susilo –  Lwin Aung: 15-1 / 15-4
- Yeoh Kay Bin –  Niluka Karunaratne: 15-1 / 15-1
- Shon Seung-mo –  Yohan Hadikusumo Wiratama: 15-9 / 15-8
- Muhammad Hafiz Hashim –  Lee Hyun-il: 6-15 / 15-10 / 15-6
- Sony Dwi Kuncoro –  Chen Jin: 12-15 / 15-6 / 15-5
- Park Tae-sang –  Chen Yu: 15-11 / 15-5
- Jang Young-soo –  Roslin Hashim: 15-7 / 17-15
- Ng Wei –  Boonsak Ponsana: 11-15 / 15-11 / 15-12
- Taufik Hidayat –  Lee Chong Wei: 15-2 / 15-9
- Ronald Susilo –  Hu Yun: 17-14 / 17-14
- Shon Seung-mo –  Yeoh Kay Bin: 15-11 / 15-10

|  | Viertelfinale         | Viertelfinale  | Viertelfinale | Viertelfinale |                  |    | Halbfinale       | Halbfinale | Halbfinale | Halbfinale |  |  | Finale | Finale | Finale | Finale |
|  |                       |                |               |               |                  |    |                  |            |            |            |  |  |        |        |        |        |
|  | Muhammad Hafiz Hashim | 14             | 7             |               |                  |    |                  |            |            |            |  |  |        |        |        |        |
|  | Sony Dwi Kuncoro      | 17             | 15            |               |                  |    |                  |            |            |            |  |  |        |        |        |        |
|  | Sony Dwi Kuncoro      | 17             | 15            |               | Sony Dwi Kuncoro | 15 | 15               |            |            |            |  |  |        |        |        |        |
|  |                       |                |               |               | Sony Dwi Kuncoro | 15 | 15               |            |            |            |  |  |        |        |        |        |
|  |                       | Park Tae-sang  | 13            | 2             |                  |    |                  |            |            |            |  |  |        |        |        |        |
|  | Park Tae-sang         | Park Tae-sang  | 13            | 2             | 15               | 15 |                  |            |            |            |  |  |        |        |        |        |
|  | Park Tae-sang         |                |               |               |                  |    |                  |            |            |            |  |  |        |        |        |        |
|  | Jang Young-soo        | 3              | 6             |               |                  |    |                  |            |            |            |  |  |        |        |        |        |
|  |                       |                |               |               |                  |    | Sony Dwi Kuncoro | 12         | 15         | 6          |  |  |        |        |        |        |
|  |                       | Taufik Hidayat | 15            | 7             | 15               |    |                  |            |            |            |  |  |        |        |        |        |
|  | Ng Wei                | 5              | 10            |               |                  |    |                  |            |            |            |  |  |        |        |        |        |
|  | Taufik Hidayat        | 15             | 15            |               |                  |    |                  |            |            |            |  |  |        |        |        |        |
|  | Taufik Hidayat        | 15             | 15            |               | Taufik Hidayat   | 15 | 15               |            |            |            |  |  |        |        |        |        |
|  |                       |                |               |               | Taufik Hidayat   | 15 | 15               |            |            |            |  |  |        |        |        |        |
|  |                       | Shon Seung-mo  | 9             | 6             |                  |    |                  |            |            |            |  |  |        |        |        |        |
|  | Ronald Susilo         | Shon Seung-mo  | 9             | 6             | 5                | 4  |                  |            |            |            |  |  |        |        |        |        |
|  | Ronald Susilo         |                |               |               |                  |    |                  |            |            |            |  |  |        |        |        |        |
|  | Shon Seung-mo         | 15             | 11            |               |                  |    |                  |            |            |            |  |  |        |        |        |        |

### Dameneinzel
- Anita Raj Kaur –  Thandar Htay Khin: 11-1 / 11-0
- Yana Katerinich –  Ghazi Mrawaih M. Rawan: 11-1 / 11-2
- Julia Wong Pei Xian –  Nadeesha Gayanthi: 11-1 / 11-2
- Siti Mahiroh –  Sumina Shrestha: 11-2 / 11-1
- Mon Kyu Hlaing –  Rasha Al-Hassan: 11-4 / 11-5
- Sugita Kunalan –  Kaled Alkhalife Razan: 11-0 / 11-0
- Zhu Lin - Aigul Temiralieva: 11-1 / 11-0
- Anita Raj Kaur –  Fransisca Ratnasari: 11-8 / 3-11 / 13-12
- Lee Yun-hwa –  Yana Katerinich: 11-1 / 11-1
- Chen Li –  Siti Mahiroh: 13-12 / 11-4
- Norshahliza Baharum –  Alina Asyanova: 11-0 / 11-0
- Jiang Yanjiao –  Mon Kyu Hlaing: 11-0 / 11-2
- Kumiko Ogura –  Sugita Kunalan: 9-11 / 11-5 / 11-7
- Zhu Lin –  Anita Raj Kaur: 11-1 / 11-0
- Lee Yun-hwa –  Julia Wong Pei Xian: 11-1 / 11-13 / 11-8
- Chen Li –  Norshahliza Baharum: 13-10 / 11-7
- Jiang Yanjiao –  Kumiko Ogura: 11-5 / 11-0
- Wang Chen –  Zhu Lin: 7-11 / 11-5 / 11-2
- Woon Sze Mei –  Kim Min-seo: 11-0 / 11-3
- Maria Kristin Yulianti –  Cheng Shao-chieh: 8-11 / 11-4 / 11-0
- Chen Lanting –  Yu Hirayama: 11-4 / 11-8
- Kaori Mori –  Jiang Yanmei: 8-11 / 11-2 / 11-6
- Adriyanti Firdasari –  Lee Yun-hwa: 11-9 / 11-8
- Seo Yoon-hee –  Kennie Asuncion: 11-2 / 11-2
- Salakjit Ponsana –  Trupti Murgunde: 11-3 / 11-1
- Wong Mew Choo –  Ling Wan Ting: 11-8 / 11-1
- Aparna Popat –  Ha Jung-eun: 11-6 / 11-6
- Li Li –  Chen Li: 11-5 / 11-8
- Kanako Yonekura –  Molthila Kitjanon: 11-3 / 11-3
- Jiang Yanjiao –  Soratja Chansrisukot: 13-11 / 11-5
- Miho Tanaka –  Jang Soo-young: 11-2 / 13-10
- Silvi Antarini –  Li Wenyan: 11-5 / 11-6
- Jun Jae-youn –  Liu Fan Frances: 11-3 / 9-11 / 11-3
- Wang Chen –  Woon Sze Mei: 13-12 / 11-6
- Chen Lanting –  Maria Kristin Yulianti: 11-9 / 11-9
- Kaori Mori –  Adriyanti Firdasari: 11-9 / 11-2
- Seo Yoon-hee –  Salakjit Ponsana: 11-3 / 11-5
- Wong Mew Choo –  Aparna Popat: 11-2 / 7-11 / 11-9
- Kanako Yonekura –  Li Li: 7-11 / 11-4 / 11-6
- Jiang Yanjiao –  Miho Tanaka: 13-11 / 11-7
- Jun Jae-youn –  Silvi Antarini: 11-4 / 11-1

|  | Viertelfinale   | Viertelfinale | Viertelfinale | Viertelfinale |    |                 | Halbfinale | Halbfinale | Halbfinale | Halbfinale |  |  | Finale | Finale | Finale | Finale |
|  |                 |               |               |               |    |                 |            |            |            |            |  |  |        |        |        |        |
|  | Wang Chen       | w/o           |               |               |    |                 |            |            |            |            |  |  |        |        |        |        |
|  | Chen Lanting    |               |               |               |    |                 |            |            |            |            |  |  |        |        |        |        |
|  |                 | Wang Chen     | 11            | 11            |    |                 |            |            |            |            |  |  |        |        |        |        |
|  |                 |               |               |               |    |                 |            |            |            |            |  |  |        |        |        |        |
|  |                 | Kaori Mori    | 4             | 2             |    |                 |            |            |            |            |  |  |        |        |        |        |
|  | Kaori Mori      | Kaori Mori    | 4             | 2             | 6  | 11              | 11         |            |            |            |  |  |        |        |        |        |
|  | Kaori Mori      |               |               |               |    |                 | 11         |            |            |            |  |  |        |        |        |        |
|  | Seo Yoon-hee    | 11            | 1             | 3             |    |                 |            |            |            |            |  |  |        |        |        |        |
|  |                 |               |               |               |    |                 | Wang Chen  | 9          | 7          |            |  |  |        |        |        |        |
|  |                 | Jun Jae-youn  | 11            | 11            |    |                 |            |            |            |            |  |  |        |        |        |        |
|  | Wong Mew Choo   | 11            | 7             | 7             |    |                 |            |            |            |            |  |  |        |        |        |        |
|  | Kanako Yonekura | 5             | 11            | 11            |    |                 |            |            |            |            |  |  |        |        |        |        |
|  | Kanako Yonekura | 5             | 11            | 11            |    | Kanako Yonekura | 2          | 5          |            |            |  |  |        |        |        |        |
|  |                 |               |               |               |    | Kanako Yonekura | 2          | 5          |            |            |  |  |        |        |        |        |
|  |                 | Jun Jae-youn  | 11            | 11            |    |                 |            |            |            |            |  |  |        |        |        |        |
|  | Jiang Yanjiao   | Jun Jae-youn  | 11            | 11            | 11 | 9               | 5          |            |            |            |  |  |        |        |        |        |
|  | Jiang Yanjiao   |               |               |               |    |                 |            |            |            |            |  |  |        |        |        |        |
|  | Jun Jae-youn    | 6             | 11            | 11            |    |                 |            |            |            |            |  |  |        |        |        |        |

### Herrendoppel
- Alexei Khan /  Anuar Musafirov –  Ebrahim Jafar Al-Sayed Asaad /  Jaffer Ebrahim: 15-1 / 15-8
- Tan Boon Heong /  Hoon Thien How –  Nawras Abdul Wahid /  Bassel Al-Dora: 15-8 / 15-4
- Soon Chiang Ong /  Zhao Rong Tan –  Hesham Abdulrahman Mohamed Alabbasi /  Mubarak Mohammed: 15-3 / 15-0
- Mohd Naser Mansour Nayef /  Zaki Muflihcal Tamimi Rami - Arkady Zauman / Maksim Zauman: 15-11 / 15-9
- Lwin Aung /  Min Aung Ye –  Balaram Thapa /  Pashupati Paneru: 15-10 / 15-6
- Kovit Phisetsarasai /  Nitipong Saengsila –  Alexei Khan /  Anuar Musafirov: 15-2 / 15-1
- Tan Boon Heong /  Hoon Thien How –  Qamar Ahsan /  Wajid Ali Chaudhry: 15-7 / 15-1
- Nguyễn Quang Minh /  Nguyễn Tiến Minh –  Pyi Kyaw /  Than Lwin Aung: 15-3 / 15-1
- Soon Chiang Ong /  Zhao Rong Tan –  Mohd Naser Mansour Nayef /  Zaki Muflihcal Tamimi Rami: 15-2 / 15-2
- Lin Woon Fui /  Fairuzizuan Tazari –  Lwin Aung /  Min Aung Ye: 15-10 / 15-5
- Kovit Phisetsarasai /  Nitipong Saengsila –  Oleg Savatugin /  Alisher Zakhidov: 15-1 / 15-2
- Tan Boon Heong /  Hoon Thien How –  Nguyễn Quang Minh /  Nguyễn Tiến Minh: 15-9 / 17-15
- Choong Tan Fook /  Lee Wan Wah –  Patapol Ngernsrisuk /  Sudket Prapakamol: 15-6 / 15-10
- Sun Junjie /  Xu Chen –  Nuttaphon Narkthong /  Panuwat Ngernsrisul: 15-12 / 15-8
- Kim Yong-hyun /  Yim Bang-eun –  Chien Yu-hsun /  Huang Shih-chung: 15-12 / 17-16
- Halim Haryanto /  Candra Wijaya –  Markose Bristow /  Rupesh Kumar: 15-4 / 15-13
- Eng Hian /  Flandy Limpele –  Ong Soon Hock /  Tan Bin Shen: 15-10 / 15-8
- Lee Jae-jin /  Hwang Ji-man –  Doni Prasetyo /  Denny Setiawan: 15-2 / 15-12
- Lin Woon Fui /  Fairuzizuan Tazari –  Lee Sung-yuan /  Lin Wei-hsiang: 15-2 / 15-6
- Sigit Budiarto /  Tri Kusharyanto –  Liu Kwok Wa /  Albertus Susanto Njoto: 15-13 / 15-5
- Jung Jae-sung /  Ha Tae-kwon –  Soon Chiang Ong /  Zhao Rong Tan: 15-5 / 15-8
- Guo Zhendong /  Xie Zhongbo –  Chang Kim Wai /  Koo Kien Keat: 15-9 / 15-2
- Tesana Panvisavas /  Pramote Teerawiwatana –  Kovit Phisetsarasai /  Nitipong Saengsila: 15-8 / 15-9
- Chan Chong Ming /  Chew Choon Eng –  Tan Boon Heong /  Hoon Thien How: 8-15 / 15-5 / 15-7
- Jaseel P. Ismail /  J. B. S. Vidyadhar –  Tsai Chia-hsin /  Tseng Chung-lin: 15-12 / 15-10
- Nguyễn Hoàng Hải /  Trần Thanh Hải –  Sittichai Viboonsin /  Sarun Vivatpatanakul: 15-9 / 15-9
- Lee Dong-soo /  Yoo Yong-sung –  Shuichi Nakao /  Shuichi Sakamoto: 15-8 / 15-6
- Keita Masuda /  Tadashi Ohtsuka –  Chen Qiqiu /  Cheng Rui: w.o.
- Choong Tan Fook /  Lee Wan Wah –  Sun Junjie /  Xu Chen: 15-8 / 15-12
- Halim Haryanto /  Candra Wijaya –  Kim Yong-hyun /  Yim Bang-eun: 15-10 / 15-8
- Eng Hian /  Flandy Limpele –  Lee Jae-jin /  Hwang Ji-man: 15-9 / 15-8
- Keita Masuda /  Tadashi Ohtsuka –  Lin Woon Fui /  Fairuzizuan Tazari: 15-11 / 16-17 / 15-12
- Tesana Panvisavas /  Pramote Teerawiwatana –  Guo Zhendong /  Xie Zhongbo: 15-12 / 6-15 / 15-7
- Chan Chong Ming /  Chew Choon Eng –  Jaseel P. Ismail /  J. B. S. Vidyadhar: 15-3 / 15-6
- Lee Dong-soo /  Yoo Yong-sung –  Nguyễn Hoàng Hải /  Trần Thanh Hải: 15-0 / 15-8
- Sigit Budiarto /  Tri Kusharyanto –  Jung Jae-sung /  Ha Tae-kwon: w.o.

|  | Viertelfinale                           | Viertelfinale                  | Viertelfinale | Viertelfinale |                                |    | Halbfinale                   | Halbfinale | Halbfinale | Halbfinale |  |  | Finale | Finale | Finale | Finale |
|  |                                         |                                |               |               |                                |    |                              |            |            |            |  |  |        |        |        |        |
|  | Choong Tan Fook Lee Wan Wah             | 5                              | 9             |               |                                |    |                              |            |            |            |  |  |        |        |        |        |
|  | Candra Wijaya Halim Haryanto            | 15                             | 15            |               |                                |    |                              |            |            |            |  |  |        |        |        |        |
|  | Candra Wijaya Halim Haryanto            | 15                             | 15            |               | Candra Wijaya Halim Haryanto   | 15 | 15                           |            |            |            |  |  |        |        |        |        |
|  |                                         |                                |               |               | Candra Wijaya Halim Haryanto   | 15 | 15                           |            |            |            |  |  |        |        |        |        |
|  |                                         | Flandy Limpele Eng Hian        | 7             | 11            |                                |    |                              |            |            |            |  |  |        |        |        |        |
|  | Flandy Limpele Eng Hian                 | Flandy Limpele Eng Hian        | 7             | 11            | 15                             | 15 |                              |            |            |            |  |  |        |        |        |        |
|  | Flandy Limpele Eng Hian                 |                                |               |               |                                |    |                              |            |            |            |  |  |        |        |        |        |
|  | Keita Masuda Tadashi Ohtsuka            | 9                              | 3             |               |                                |    |                              |            |            |            |  |  |        |        |        |        |
|  |                                         |                                |               |               |                                |    | Candra Wijaya Halim Haryanto | 13         | 5          |            |  |  |        |        |        |        |
|  |                                         | Sigit Budiarto Tri Kusharyanto | 15            | 15            |                                |    |                              |            |            |            |  |  |        |        |        |        |
|  | Sigit Budiarto Tri Kusharyanto          | 15                             | 15            |               |                                |    |                              |            |            |            |  |  |        |        |        |        |
|  | Tesana Panvisavas Pramote Teerawiwatana | 11                             | 12            |               |                                |    |                              |            |            |            |  |  |        |        |        |        |
|  | Tesana Panvisavas Pramote Teerawiwatana | 11                             | 12            |               | Sigit Budiarto Tri Kusharyanto | 15 | 15                           |            |            |            |  |  |        |        |        |        |
|  |                                         |                                |               |               | Sigit Budiarto Tri Kusharyanto | 15 | 15                           |            |            |            |  |  |        |        |        |        |
|  |                                         | Chan Chong Ming Chew Choon Eng | 8             | 9             |                                |    |                              |            |            |            |  |  |        |        |        |        |
|  | Chan Chong Ming Chew Choon Eng          | Chan Chong Ming Chew Choon Eng | 8             | 9             | w/o                            |    |                              |            |            |            |  |  |        |        |        |        |
|  | Chan Chong Ming Chew Choon Eng          |                                |               |               |                                |    |                              |            |            |            |  |  |        |        |        |        |
|  | Lee Dong-soo Yoo Yong-sung              |                                |               |               |                                |    |                              |            |            |            |  |  |        |        |        |        |

### Damendoppel
- Heni Budiman /  Greysia Polii –  Haw Chiou Hwee /  Julia Wong Pei Xian: 15-7 / 17-15
- Chin Eei Hui /  Wong Pei Tty –  Duanganong Aroonkesorn /  Kunchala Voravichitchaikul: 15-3 / 15-6
- Cheng Wen-hsing /  Chien Yu-chin –  Joanne Quay /  Phui Leng See: 15-7 / 15-3
- Eny Erlangga /  Liliyana Natsir –  Ghazi Mrawaih M. Rawan /  Kaled Alkhalife Razan: 15-1 / 15-2
- Yoshiko Iwata /  Miyuki Tai –  Mon Kyu Hlaing /  Thandar Htay Khin: 15-1 / 15-0
- Mooi Hing Yau /  Ooi Sock Ai –  Jang Soo-young /  Kim Min-seo: 15-4 / 15-3
- Du Jing /  Yu Yang –  Norshahliza Baharum /  Chong Sook Chin: 15-8 / 15-9
- Ha Jung-eun /  Lee Yun-hwa –  Louisa Koon Wai Chee /  Li Wing Mui: 13-15 / 15-3 / 15-7
- Alina Asyanova /  Yana Katerinich –  Etihad Kamel /  Intethar Jumea Mubark: w.o.
- Fong Chew Yen /  Ooi Yu Hang –  Rasha Al-Hassan /  Hadil Krayem: w.o.
- Wei Yili /  Zhao Tingting –  Heni Budiman /  Greysia Polii: 15-4 / 15-4
- Lee Hyo-jung /  Lee Kyung-won –  Alina Asyanova /  Yana Katerinich: 15-3 / 15-1
- Chin Eei Hui /  Wong Pei Tty –  Seiko Yamada /  Shizuka Yamamoto: 15-5 / 15-12
- Cheng Wen-hsing /  Chien Yu-chin –  Eny Erlangga /  Liliyana Natsir: 15-7 / 15-8
- Yoshiko Iwata /  Miyuki Tai –  Mooi Hing Yau /  Ooi Sock Ai: 15-10 / 15-4
- Du Jing /  Yu Yang –  Jo Novita /  Lita Nurlita: 15-13 / 15-7
- Sathinee Chankrachangwong /  Saralee Thungthongkam –  Ha Jung-eun /  Lee Yun-hwa: 15-9 / 15-9
- Chikako Nakayama /  Keiko Yoshitomi –  Fong Chew Yen /  Ooi Yu Hang: 15-0 / 15-8

|  | Viertelfinale                                   | Viertelfinale                                   | Viertelfinale | Viertelfinale |                            |    | Halbfinale                 | Halbfinale | Halbfinale | Halbfinale |  |  | Finale | Finale | Finale | Finale |
|  |                                                 |                                                 |               |               |                            |    |                            |            |            |            |  |  |        |        |        |        |
|  | Wei Yili Zhao Tingting                          | 11                                              | 6             |               |                            |    |                            |            |            |            |  |  |        |        |        |        |
|  | Lee Hyo-jung Lee Kyung-won                      | 15                                              | 15            |               |                            |    |                            |            |            |            |  |  |        |        |        |        |
|  | Lee Hyo-jung Lee Kyung-won                      | 15                                              | 15            |               | Lee Hyo-jung Lee Kyung-won | 17 | 4                          | 15         |            |            |  |  |        |        |        |        |
|  |                                                 |                                                 |               |               | Lee Hyo-jung Lee Kyung-won | 17 | 4                          | 15         |            |            |  |  |        |        |        |        |
|  |                                                 | Wong Pei Tty Chin Eei Hui                       | 14            | 15            | 6                          |    |                            |            |            |            |  |  |        |        |        |        |
|  | Wong Pei Tty Chin Eei Hui                       | Wong Pei Tty Chin Eei Hui                       | 14            | 15            | 6                          | 15 | 15                         |            |            |            |  |  |        |        |        |        |
|  | Wong Pei Tty Chin Eei Hui                       |                                                 |               |               |                            |    | 15                         |            |            |            |  |  |        |        |        |        |
|  | Cheng Wen-hsing Chien Yu-chin                   | 13                                              | 13            |               |                            |    |                            |            |            |            |  |  |        |        |        |        |
|  |                                                 |                                                 |               |               |                            |    | Lee Hyo-jung Lee Kyung-won | 6          | 15         | 15         |  |  |        |        |        |        |
|  |                                                 | Du Jing Yu Yang                                 | 15            | 11            | 7                          |    |                            |            |            |            |  |  |        |        |        |        |
|  | Yoshiko Iwata Miyuki Tai                        | 5                                               | 3             |               |                            |    |                            |            |            |            |  |  |        |        |        |        |
|  | Du Jing Yu Yang                                 | 15                                              | 15            |               |                            |    |                            |            |            |            |  |  |        |        |        |        |
|  | Du Jing Yu Yang                                 | 15                                              | 15            |               | Du Jing Yu Yang            | 15 | 15                         |            |            |            |  |  |        |        |        |        |
|  |                                                 |                                                 |               |               | Du Jing Yu Yang            | 15 | 15                         |            |            |            |  |  |        |        |        |        |
|  |                                                 | Sathinee Chankrachangwong Saralee Thungthongkam | 10            | 7             |                            |    |                            |            |            |            |  |  |        |        |        |        |
|  | Sathinee Chankrachangwong Saralee Thungthongkam | Sathinee Chankrachangwong Saralee Thungthongkam | 10            | 7             | 17                         | 15 |                            |            |            |            |  |  |        |        |        |        |
|  | Sathinee Chankrachangwong Saralee Thungthongkam |                                                 |               |               |                            |    |                            |            |            |            |  |  |        |        |        |        |
|  | Chikako Nakayama Keiko Yoshitomi                | 15                                              | 6             |               |                            |    |                            |            |            |            |  |  |        |        |        |        |

### Mixed
- Alisher Zakhidov /  Alina Asyanova –  Mohd Naser Mansour Nayef /  Kaled Alkhalife Razan: 8-15 / 15-6 / 15-10
- Zaki Muflihcal Tamimi Rami /  Ghazi Mrawaih M. Rawan - Arkady Zauman /  Aigul Temiralieva: 15-6 / 15-3
- Kim Dong-moon /  Ra Kyung-min –  Bassel Al-Dora /  Rasha Al-Hassan: 15-2 / 15-1
- Jack Koh /  Phui Leng See –  Nitipong Saengsila /  Soratja Chansrisukot: 15-6 / 15-6
- Koo Kien Keat /  Chin Eei Hui –  Nuttaphon Narkthong /  Kunchala Voravichitchaikul: 15-8 / 14-17 / 15-5
- Nova Widianto /  Vita Marissa –  Alisher Zakhidov /  Alina Asyanova: 15-3 / 15-0
- Songphon Anugritayawon /  Duanganong Aroonkesorn –  Hwang Ji-man /  Kim Min-seo: 15-4 / 15-7
- Tadashi Ohtsuka /  Shizuka Yamamoto –  Hsieh Yu-hsing /  Chien Yu-chin: 15-7 / 15-12
- Yim Bang-eun /  Lee Yun-hwa –  Hoon Thien How /  Haw Chiou Hwee: 15-8 / 15-7
- Xie Zhongbo /  Yu Yang –  Tan Bin Shen /  Fong Chew Yen: 15-5 / 15-5
- Anggun Nugroho /  Eny Widiowati –  Zaki Muflihcal Tamimi Rami /  Ghazi Mrawaih M. Rawan: 15-3 / 15-0
- Ha Tae-kwon /  Lee Kyung-won –  Kovit Phisetsarasai /  Molthila Kitjanon: 15-6 / 15-4
- Tsai Chia-hsin /  Cheng Wen-hsing –  Fairuzizuan Tazari /  Ooi Sock Ai: 15-6 / 15-3
- Kennevic Asuncion /  Kennie Asuncion –  Liu Kwok Wa /  Louisa Koon Wai Chee: 15-7 / 15-8
- Zakry Abdul Latif /  Joanne Quay –  Denny Setiawan /  Liu Fan Frances: 15-7 / 15-4
- Jung Jae-sung /  Ha Jung-eun –  Oleg Savatugin /  Yana Katerinich: 15-0 / 15-1
- Sudket Prapakamol /  Saralee Thungthongkam –  Pashupati Paneru /  Sumina Shrestha: 15-2 / 15-1
- Albertus Susanto Njoto /  Li Wing Mui –  Wisam Salah /  Etihad Kamel: w.o.
- Kim Dong-moon /  Ra Kyung-min –  Jack Koh /  Phui Leng See: 15-2 / 15-4
- Koo Kien Keat /  Chin Eei Hui –  Albertus Susanto Njoto /  Li Wing Mui: 15-12 / 15-7
- Nova Widianto /  Vita Marissa –  Songphon Anugritayawon /  Duanganong Aroonkesorn: 15-6 / 15-3
- Tadashi Ohtsuka /  Shizuka Yamamoto –  Yim Bang-eun /  Lee Yun-hwa: 6-15 / 15-8 / 15-11
- Xie Zhongbo /  Yu Yang –  Anggun Nugroho /  Eny Widiowati: 15-5 / 15-11
- Ha Tae-kwon /  Lee Kyung-won –  Tsai Chia-hsin /  Cheng Wen-hsing: 17-14 / 15-9
- Zakry Abdul Latif /  Joanne Quay –  Kennevic Asuncion /  Kennie Asuncion: 15-6 / 15-5
- Sudket Prapakamol /  Saralee Thungthongkam –  Jung Jae-sung /  Ha Jung-eun: 15-9 / 15-7

|  | Viertelfinale                           | Viertelfinale                           | Viertelfinale | Viertelfinale |                            |    | Halbfinale                 | Halbfinale | Halbfinale | Halbfinale |  |  | Finale | Finale | Finale | Finale |
|  |                                         |                                         |               |               |                            |    |                            |            |            |            |  |  |        |        |        |        |
|  | Kim Dong-moon Ra Kyung-min              | 15                                      | 15            |               |                            |    |                            |            |            |            |  |  |        |        |        |        |
|  | Koo Kien Keat Chin Eei Hui              | 2                                       | 4             |               |                            |    |                            |            |            |            |  |  |        |        |        |        |
|  | Koo Kien Keat Chin Eei Hui              | 2                                       | 4             |               | Kim Dong-moon Ra Kyung-min | 13 | 15                         | 15         |            |            |  |  |        |        |        |        |
|  |                                         |                                         |               |               | Kim Dong-moon Ra Kyung-min | 13 | 15                         | 15         |            |            |  |  |        |        |        |        |
|  |                                         | Nova Widianto Vita Marissa              | 15            | 7             | 3                          |    |                            |            |            |            |  |  |        |        |        |        |
|  | Nova Widianto Vita Marissa              | Nova Widianto Vita Marissa              | 15            | 7             | 3                          | 15 | 15                         |            |            |            |  |  |        |        |        |        |
|  | Nova Widianto Vita Marissa              |                                         |               |               |                            |    | 15                         |            |            |            |  |  |        |        |        |        |
|  | Tadashi Ohtsuka Shizuka Yamamoto        | 5                                       | 2             |               |                            |    |                            |            |            |            |  |  |        |        |        |        |
|  |                                         |                                         |               |               |                            |    | Kim Dong-moon Ra Kyung-min | 15         | 17         |            |  |  |        |        |        |        |
|  |                                         | Sudket Prapakamol Saralee Thungthongkam | 10            | 16            |                            |    |                            |            |            |            |  |  |        |        |        |        |
|  | Xie Zhongbo Yu Yang                     | w/o                                     |               |               |                            |    |                            |            |            |            |  |  |        |        |        |        |
|  | Ha Tae-kwon Lee Kyung-won               |                                         |               |               |                            |    |                            |            |            |            |  |  |        |        |        |        |
|  |                                         | Xie Zhongbo Yu Yang                     | 3             | 11            |                            |    |                            |            |            |            |  |  |        |        |        |        |
|  |                                         |                                         |               |               |                            |    |                            |            |            |            |  |  |        |        |        |        |
|  |                                         | Sudket Prapakamol Saralee Thungthongkam | 15            | 15            |                            |    |                            |            |            |            |  |  |        |        |        |        |
|  | Zakry Abdul Latif Joanne Quay           | Sudket Prapakamol Saralee Thungthongkam | 15            | 15            | 12                         | 4  |                            |            |            |            |  |  |        |        |        |        |
|  | Zakry Abdul Latif Joanne Quay           |                                         |               |               |                            |    |                            |            |            |            |  |  |        |        |        |        |
|  | Sudket Prapakamol Saralee Thungthongkam | 15                                      | 15            |               |                            |    |                            |            |            |            |  |  |        |        |        |        |

## Medaillenspiegel
| Rang   | Land                | Gold | Silber | Bronze | Gesamt |
| ------ | ------------------- | ---- | ------ | ------ | ------ |
| 1      | Südkorea            | 3    | 0      | 2      | 5      |
| 2      | Indonesien          | 2    | 2      | 2      | 6      |
| 3      | Volksrepublik China | 0    | 1      | 1      | 2      |
| 3      | Thailand            | 0    | 1      | 1      | 2      |
| 5      | Hongkong            | 0    | 1      | 0      | 1      |
| 6      | Japan               | 0    | 0      | 2      | 2      |
| 6      | Malaysia            | 0    | 0      | 2      | 2      |
| Gesamt | Gesamt              | 5    | 5      | 10     | 20     |